# Нимесулид
Нимесули́д — нестероидный противовоспалительный препарат, лекарственное средство из класса сульфонанилидов. Показания к назначению: лечение острой боли, симптоматическое лечение остеоартрита и первичная дисменорея у женщин и девушек старше 25 лет.

## Медицинское применение
Нимесулид недоступен в Соединенных Штатах, однако он используется в других странах при острой боли. Он может использоваться для купирования боли, включая боли при менструации. Нимесулид не рекомендуется долговременно для хронических состояний, таких как артрит. Это связано с его повышенным риском гепатотоксичности, вплоть до развития печёночной недостаточности.

### Дети
При 10-дневном курсе применения нимесулида риск развития гипотермии, желудочно-кишечного кровотечения, боли в эпигастральной области, рвоты, диареи или кратковременного бессимптомного повышения активности ферментов печени не повышается в сравнении с кетопрофеном, парацетамолом, мефенамовой кислотой, аспирином или ибупрофеном у детей. Однако нет данных для групп детей младше 6 месяцев.

### Беременность и лактация
Женщины должны использовать препарат с осторожностью во время грудного вскармливания, также нимесулид противопоказан во время беременности.

### Показания
Лечение острых болей:
- Ревматоидный артрит;
- остеоартроз с болевым синдромом;
- артриты различной этиологии;
- артралгии;
- миалгии;
- посттравматические боли;
- бурсит;
- тендинит;
- альгодисменорея;
- зубная боль.

Ранее показания включали и гипертермический синдром, однако в настоящее время производители нимесулида рекомендуют прекращать приём препарата при повышении температуры тела или при появлении симптомов простуды.
Показания к применению в форме геля:
- остеоартрит;
- периартрит;
- тендинит;
- тендосиновит;
- люмбаго;
- растяжение мышц, связок и другая патология опорно-двигательного аппарата.

## Противопоказания
- Гиперчувствительность
- Эрозивно-язвенные поражения желудочно-кишечного тракта (в фазе обострения), наличие в анамнезе язвы, перфорации или кровотечения в желудочно-кишечном тракте
- Кровотечения из желудочно-кишечного тракта, «аспириновая» астма
- Печеночная недостаточность
- Почечная недостаточность (клиренс креатинина — менее 30 мл/мин)
- Беременность
- Период лактации
- Лихорадка при простуде и острых респираторно-вирусных инфекциях.
- Алкоголизм, наркозависимость

Приём нимесулида запрещён детям в возрасте до 12 лет из-за возможной гепатотоксичности.
С осторожностью следует использовать при: артериальная гипертензия, сердечная недостаточность, сахарный диабет 2-го типа.
При назначении препарата пожилым пациентам коррекции режима дозирования не требуется. При длительном применении необходим систематический контроль функции печени и почек.

## Побочные действия
По степени безопасности для желудочно-кишечного тракта нимесулид сравним с другими НПВС. Из-за опасений относительно риска гепатотоксичности нимесулид был запрещён к применению в нескольких странах (Испания, Финляндия, Бельгия, Ирландия и США). Проблемы с печенью привели к смерти и необходимости трансплантации печени. Это может произойти всего через три дня после начала лечения.
Европейская база данных фармаконадзора показывает, что нимесулид вызывает больше случаев тяжелого поражения печени в сравнении с другими НПВП, а также больше случаев повреждения печени в сравнении с ингибиторами ЦОГ-2.
Особенно подвержены риску молодые женщины. В подавляющем большинстве случаев при повреждении печени применялась рекомендованная доза нимесулида (SPC). В трети случаев повреждение печени произошло в течение 15 дней после приёма первой дозы нимесулида.
Точный механизм, лежащий в основе гепатотоксичности нимесулида, неясен. Предложена реакция гиперчувствительности. Кроме того, присутствие нитроароматического ядра означает, что нимесулид химически подобен нитрофурантоину и толкапону, оба из которых токсичны для печени.
Непрерывное использование нимесулида более 15 дней может вызвать следующие побочные эффекты:
- Изжога
- Тошнота
- Рвота
- Диарея
- Гастралгия
- Зуд
- Горечь во рту
- Изъязвление слизистой оболочки ЖКТ
- Головная боль, головокружение
- Спутанность сознания
- Задержка жидкости
- Аллергические реакции (кожная сыпь, анафилактический шок)
- Тромбоцитопения, лейкопения, анемия, агранулоцитоз, удлинение времени кровотечения
- Повышение активности «печеночных» трансаминаз, гематурия
- Бронхоспазм

При появлении каких-либо побочных реакций следует прекратить приём препарата и проконсультироваться с врачом.

## Фармакокинетика
Абсорбция при приёме внутрь — высокая. Приём пищи снижает скорость абсорбции, не оказывая влияния на её степень. Время достижения максимальной концентрации активного вещества в плазме крови — 1,5—2,5 часа. Связь с белками плазмы составляет 95 %, с эритроцитами — 2 %, с липопротеинами — 1 %, с кислыми альфа1-гликопротеидами — 1 %.
Доза препарата не влияет на степень его связывания с белками крови. Максимальная концентрация нимесулида в плазме крови достигает 3,5—6,5 мг/л. Объём распределения — 0,19—0,35 л/кг. Проникает в ткани женских половых органов, где после однократного приёма его концентрация составляет около 40 % от концентрации в плазме. Хорошо проникает в кислую среду очага воспаления (40 %), синовиальную жидкость (43 %). Легко проникает через гистогематические барьеры. Метаболизируется в печени тканевыми монооксигеназами. Основной метаболит — 4-гидроксинимесулид
(25 %) обладает сходной фармакологической активностью. Период полувыведения нимесулида составляет 1,56—4,95 часа, 4-гидроксинимесулида — 2,89—4,78 часа. 4-гидроксинимесулид выводится почками (65 %) и с желчью (35 %). У больных с почечной недостаточностью (клиренс креатинина 1,8—4,8 л/ч или 30—80 мл/мин), а также у детей и лиц пожилого возраста фармакокинетический профиль нимесулида существенно не меняется.

## Фармакологическое действие
Нестероидный противовоспалительный препарат (НПВП) из класса сульфонанилидов. Является селективным конкурентным ингибитором циклооксигеназы-2 (ЦОГ-2) — фермента, участвующего в синтезе простагландинов, медиаторов отёка, воспаления и боли. Оказывает противовоспалительное, анальгезирующее и жаропонижающее действие. Обратимо ингибирует образование простагландина Е2 как в очаге воспаления, так и в восходящих путях ноцицептивной системы, включая пути проведения болевых импульсов спинного мозга.
Снижает концентрацию короткоживущего простагландина Н2, из которого под действием простагландинизомеразы образуется простагландин Е2. Уменьшение концентрации простагландина Е2 ведёт к снижению степени активации простаноидных рецепторов ЕР типа, что выражается в анальгетическом и противовоспалительном эффектах.
В незначительной степени действует на ЦОГ-1, практически не препятствуя образованию простагландина Е2 из арахидоновой кислоты в физиологических условиях, благодаря чему снижается количество побочных эффектов препарата.
Препарат также подавляет агрегацию тромбоцитов путём ингибирования синтеза эндопероксидов и тромбоксана А2, ингибирует синтез фактора агрегации тромбоцитов/тормозит активацию плазминогена путём увеличения концентрации ингибитора-1. Подавляет высвобождение гистамина, а также уменьшает степень бронхоспазма, вызванного воздействием гистамина и ацетальдегида. Ингибирует высвобождение фактора некроза опухоли-α, обуславливающего образование цитокинов. Показано, что нимесулид способен подавлять синтез интерлейкина-6 и урокиназы, тем самым препятствуя разрушению хрящевой ткани. Ингибирует синтез металлопротеаз (эластазы, коллагеназы), предотвращая разрушение протеогликанов и коллагена хрящевой ткани. Обладает антиоксидантными свойствами, тормозит образование токсических продуктов распада кислорода за счёт уменьшения активности миелопероксидазы. Взаимодействует с глюкокортикоидными рецепторами, активируя их путём фосфорилирования, что также усиливает противовоспалительное действие препарата.

## Способы применения
Допустимая суточная доза препарата — 200 мг. Стандартная дозировка для таблеток типа Nise — 100 мг (соответственно, суточно-допустимая доза — две таблетки). Максимальная суточная доза для взрослых — 400 мг. 
Таблетки принимают с достаточным количеством воды комнатной температуры, предпочтительно после еды.
Гранулы (порошок) — один пакетик Нимесила тщательно размешать в 100 мл воды комнатной температуры. Полученный раствор бело-мутного цвета необходимо сразу употребить полностью внутрь, хранению не подлежит.
Гель применяют наружно. Приблизительно 3 см геля наносят на поражённый участок и слегка втирают; процедуру повторяют 3—4 раза в сутки. Не следует втирать гель интенсивно или использовать повязки. Продолжительность терапии определяется индивидуально; эффективность лечения рекомендуется оценивать через 4 недели.

## Передозировка
Симптомы:
- летаргия;
- сонливость;
- тошнота;
- рвота;
- боль в подложечной области;
- желудочно-кишечное кровотечение;
- артериальная гипертензия;
- острая почечная недостаточность;
- угнетение дыхания;
- анафилактические реакции;
- кома.

Специфического антидота не существует. В случае передозировки следует проводить симптоматическую терапию. Больным на протяжении первых четырех часов необходимо промыть желудок и принять активированный уголь. Гемодиализ не эффективен.

## Взаимодействие
Следует соблюдать осторожность при одновременном применении нимесулида со следующими препаратами (ввиду конкурирования препаратов за связь с белками плазмы): дигоксином; фенитоином и препаратами лития; диуретиками и гипотензивными средствами; другими НПВП; циклоспорином; метотрексатом и противодиабетическими средствами.

## Применение в различных странах

### Индия
Несколько сообщений были сделаны о неблагоприятных реакциях на лекарства в Индии. 12 февраля 2011 года Indian Express сообщил, что Министерство здравоохранения и семейного благосостояния Союза, наконец, решило приостановить педиатрическое использование обезболивающей, нимесулидной суспензии. С 10 марта 2011 года препараты Нимесулида не указаны для использования у детей в возрасте до 12 лет.
13 сентября 2011 года Высший суд Мадраса отменил приостановление производства и продажи педиатрических препаратов нимесулида и фенилпропаноламина (PPA).

### Европейский союз
21 сентября 2007 года EMA выпустила пресс-релиз об обзоре о безопасности нимесулида, связанной с печенью. EMA пришла к выводу, что преимущества этих лекарств перевешивают их риски, но необходимо ограничить продолжительность использования, чтобы гарантировать, что риск развития заболеваний печени будет сведен к минимуму. Поэтому EMA ограничивает использование системных препаратов (таблетки, растворы, суппозитории) нимесулида до 15 дней.

### Ирландия
Ирландский совет по лекарственным средствам (IMB) решил приостановить сбыт Нимесулида с ирландского рынка и передать его в Комитет ЕС по лекарственным средствам для людей (CHMP) для обзора профиля выгоды/риска. Это решение связано с сообщением о шести случаях, потенциально связанных с печеночной недостаточностью, IMB Национальным отделением трансплантации печени, больнице Сент-Винсент. Эти случаи имели место в период с 1999 по 2006 год.

### Взятки
В мае 2008 года ведущая итальянская ежедневная газета Corriere della Sera и другие СМИ сообщили, что высокопоставленный чиновник итальянского агентства по лекарственным средствам AIFA был заснят полицией при получении взяток от сотрудников фармацевтических компаний. Предполагалось, что деньги выплачивались для обеспечения менее тщательного контроля со стороны ответственных органов. Расследование началось в 2005 году после подозрений, что некоторые тесты на лекарства AIFA были подделаны. Было проведено восемь арестов. Нимесулид можно купить, имея рецепт от врача, который остаётся в аптеке, номинально обеспечивая строгий контроль над продажей лекарства.
Первоначальным производителем Нимесулида является Helsinn Healthcare SA (Швейцария), которая приобрела права на этот препарат в 1976 году. После прекращения патентной защиты ряд других компаний начал производство и маркетинг Нимесулида.